# Regencós
Regencós és un municipi de Catalunya situat a la comarca del Baix Empordà. El poble és situat al peu del turó del Quermany Gros. Té un relleu accidentat pels vessants del massís de Begur.
Regencós formava part de la Batllia de Begur a principis del Segle XIX. Amb la caiguda de l'Antic Règim Senyorial, va tenir ajuntament constitucional i va esdevenir municipi.

## Història
El lloc de Regencós fou possessió dels Cruïlles-Peratallada almenys des de l'any 1312. El 29 de juliol del dit any, el rei Jaume II confirmà a les Universitats de Cruïlles, Esclanyà i Regencós, els privilegis, llibertats i immunitats que els havia concedit el difunt Gilabert de Cruïlles. Posteriorment, el rei Pere el Cerimoniós, vengué per carta de Gràcia als Cruïlles les jurisdiccions de Regencós, juntament amb les de Begur i Esclanyà. Al fogatjament de 1365-1370 hi consta: «Sclanya e Rajancós, de Gilabert de Cruïlles... XLVIII fochs». Cal tenir en compte que els dos llocs són propers; Esclanyà pertany avui al municipi de Begur. A l'inventari dels béns i jurisdiccions de la casa de Cruïlles-Peratallada fet el 1395 s'hi esmenta el «locum de Rivo Jonchoso cum reditibus suis». És l'únic lloc de la comarca que figura en aquesta relació al qual no es dona el qualificatiu de «castell».

## Urbanisme
Al nucli del poble hi ha l'església parroquial de Sant Vicenç de Regencós, construïda al Segle XIX.
Les traces de les Muralles son fàcilment reconeixibles. La població estava formada per un recinte fortificat amb torres i murs (segles XIV-XV). En resten dues torres rodones, una ben sencera, dos portals i llenços de murs amb sageteres.
Des de 2019, l'alcaldessa és Pilar Pagès.
Un article de la CNN va incloure Regencós en una llista dels pobles més bonics d'Europa, destacant-ne les restes medievals, l'església, les cases de pedra i la tranquil·litat de l'indret.

## Geografia
- Llista de topònims de Regencós (Orografia: muntanyes, serres, collades, indrets..; hidrografia: rius, fonts...; edificis: cases, masies, esglésies, etc).

## Demografia
| 1497 | 1515 | 1553 | 1787 | 1887 | 1900 | 1920 | 1950 | 1970 | 2010 | 2024 |
| 15   | 13   | 19   | 397  | 308  | 320  | 334  | 277  | 329  | 315  | 279  |

## Economia
L'agricultura de secà a les zones planes i una artesana i tradicional fabricació de rajoles són les bases de l'economia d'aquest municipi.

## Comunicacions
Una carretera local l'uneix amb Begur.